# Achim Menges
Achim Menges (* 1975 in Mannheim) ist ein deutscher Architekt und Hochschullehrer, der das Institut für Computerbasiertes Entwerfen und Baufertigung an der Universität Stuttgart leitet.

## Leben
Menges studierte Architektur an der Technischen Universität Darmstadt und bei der Architectural Association in London. Anschließend war er Unit Master an der Diploma School und Studio Master im Emergent Technologies and Design Graduate Programme bei der Architectural Association. Nach einer Professur an der HfG Offenbach wurde er 2008 an die Universität Stuttgart berufen, wo er das Institut für Computerbasiertes Entwerfen und Baufertigung (ICD) gründete. Von 2009 bis 2015 war er zudem Gastprofessor an der Harvard Graduate School of Design. Seit 2017 ist Achim Menges Prodekan für Forschung an der Fakultät Architektur und Stadtplanung und seit 2019 Sprecher des DFG-Exzellenzclusters EXC 2120 Integrative Computational Design and Construction for Architecture (IntCDC).
Am ICD erforscht Menges neuartige, nachhaltige Bauweisen, die durch digitale Planungsmethoden und robotische Fertigungsprozesse ermöglicht werden. Ziel ist, in Zukunft mit wesentlich weniger Material wesentlich schneller bauen zu können und dies zugleich als Chance für eine lebenswerte und qualitätsvolle Architektur zu verstehen. Mit Forschungsarbeiten in diesem Bereich hat er sich in den vergangenen Jahren einen Namen gemacht und die Sichtbarkeit des Fachbereichs Architektur der Universität Stuttgart maßgeblich erhöht. So war er im Jahr 2022 laut einer Stanford/Elsevier-Studie weltweit zweithäufigst zitierter Forscher im Bereich Architektur. Im Jahr 2023 erhielt er als erster Architekt den Gottfried Wilhelm Leibniz-Preis.

## Projekte

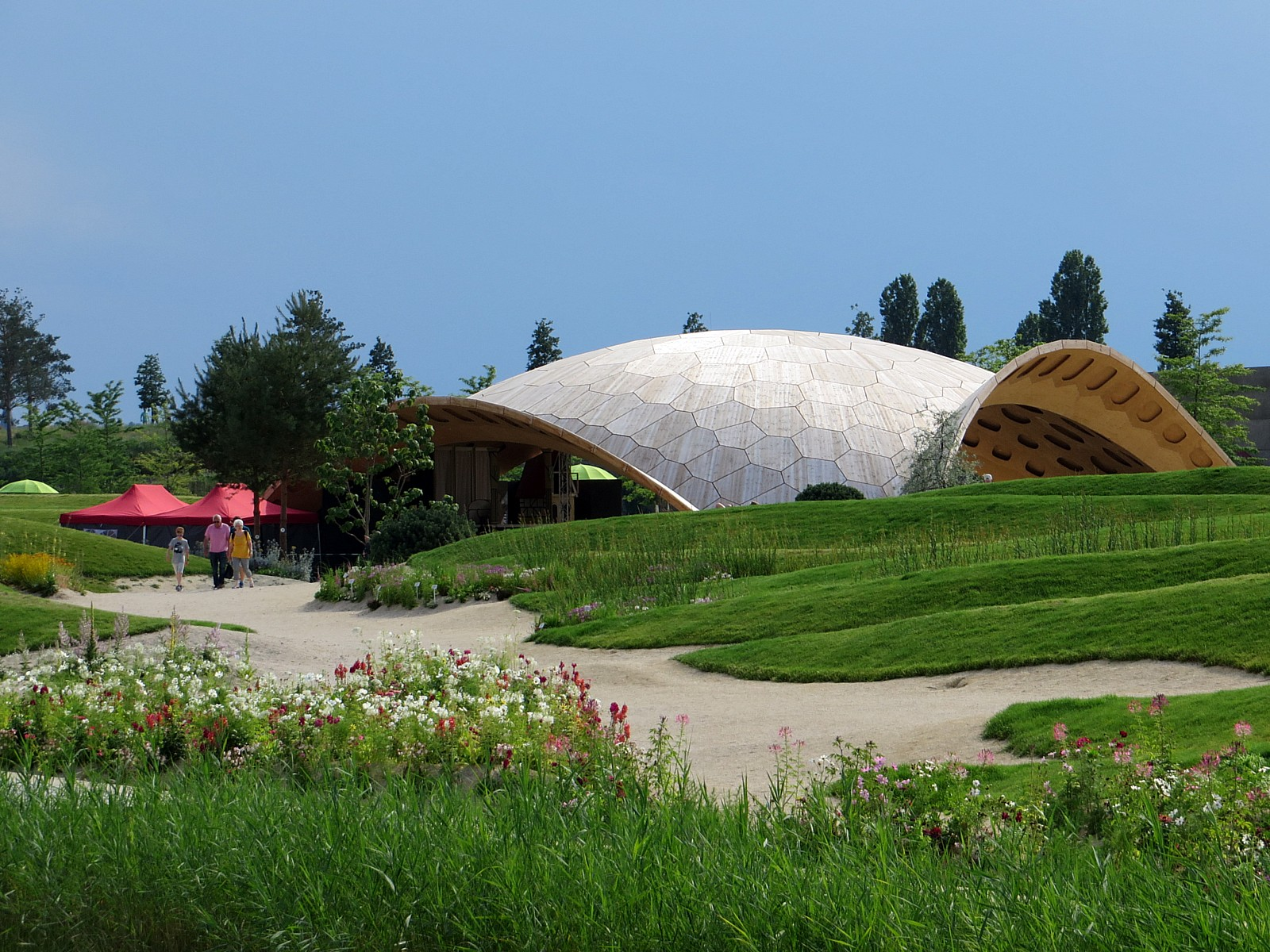
Achim Menges: Bionischer Holzpavillon auf der Bundesgartenschau 2019

Zu den wichtigsten Projekten gehören die Installation Maison Fibre auf der Architekturbiennale Venedig 2021, die beiden Pavillons für die Bundesgartenschau 2019 in Heilbronn, der Urbach Turm für die Landesgartenschau Remstal 2019, der Elytra Pavillon 2016 im Victoria and Albert Museum London sowie der Forstpavillon für die Landesgartenschau Schwäbisch Gmünd 2014.

## Schriften (Auswahl)
- Achim Menges, Sean Ahlquist. (Hrsg.): Computational Design Thinking. John Wiley & Sons, London 2011, ISBN 978-0-470-66570-1.
- Achim Menges (Hrsg.): Systemisches Denken und Integrales Entwerfen. System Thinking and Integral Design. Hochschulverlag HFG Offenbach, Offenbach 2008, ISBN 978-3-921997-69-7.
- Achim Menges (Hrsg.): Material Computation. Higher Integration in Morphogenetic Design. (= Architectural Design, Vol. 82, No. 2.) Wiley Academy, London 2012, ISBN 978-0-470-97330-1.
- Achim Menges (Hrsg.): Material Synthesis. Fusing the Physical and the Computational. (= Architectural Design, Vol. 85, No. 5.) Wiley Academy, London 2015, ISBN 978-1-118-87837-8.
- Achim Menges, Tobias Schwinn, Oliver David Krieg (Hrsg.): Advancing Wood Architecture. A Computational Approach. Routledge, Oxford, ISBN 978-1-138-93299-9.
- Achim Menges, Jan Knippers: Architektur, Forschung, Bauen. ICD/ITKE 2010-2020. Birkhäuser Verlag, Basel 2021, ISBN 978-3-0356-2036-8. (auch auf Englisch erschienen: Architecture, Research, Building)